# Leptoctenopsis bimaculata
Leptoctenopsis bimaculata là một loài bướm đêm trong họ Geometridae.